# Авелино
Авелино (итал. Avellino) град је у јужној Италији. Град је средиште истоименог округа Авелино у оквиру италијанске покрајине Кампанија.

## Природне одлике
Град Авелино налази се у јужном делу Италије, на 60 км источно од Напуља. Град је налази у области Кампањских Апенина на надморској висини од око 350 m. Град се налази на прилично покренутом и сеизмички активном терену (велики земљотрес 1980. г.).

## Становништво
Према резултатима пописа становништва 2011. у општини је живело 54.222 становника.
| 1931.  | 1936.  | 1951.  | 1961.  | 1971.  | 1981.  | 1991.  | 2001.  | 2011.  |
| ------ | ------ | ------ | ------ | ------ | ------ | ------ | ------ | ------ |
| 27.451 | 29.955 | 36.965 | 41.825 | 52.382 | 56.892 | 55.662 | 52.703 | 54.222 |

Авелино данас има око 57.000 становника, махом Италијана. Последњих деценија број становника у граду опада.

## Галерија
- Градска катедрала
- Градски булевар